# 古东关街道
古东关街道，是中华人民共和国四川省达州市万源市下辖的一个乡镇级行政单位。2020年6月设立，将太平镇东城社区、新华社区、古马儿社区、燎原社区、裕丰社区、秦川社区、银铁社区、状元社区、鞠家坝社区、庙沟河社区、万兴社区、天马山社区、镇江寺社区所属行政区域划归古东关街道管辖。

## 行政区划
古东关街道下辖东城社区、新华社区、古马儿社区、燎原社区、裕丰社区、秦川社区、银铁社区、状元社区、鞠家坝社区、庙沟河社区、万兴社区、天马山社区、镇江寺社区。